# Brasserie La Ferme au Chêne

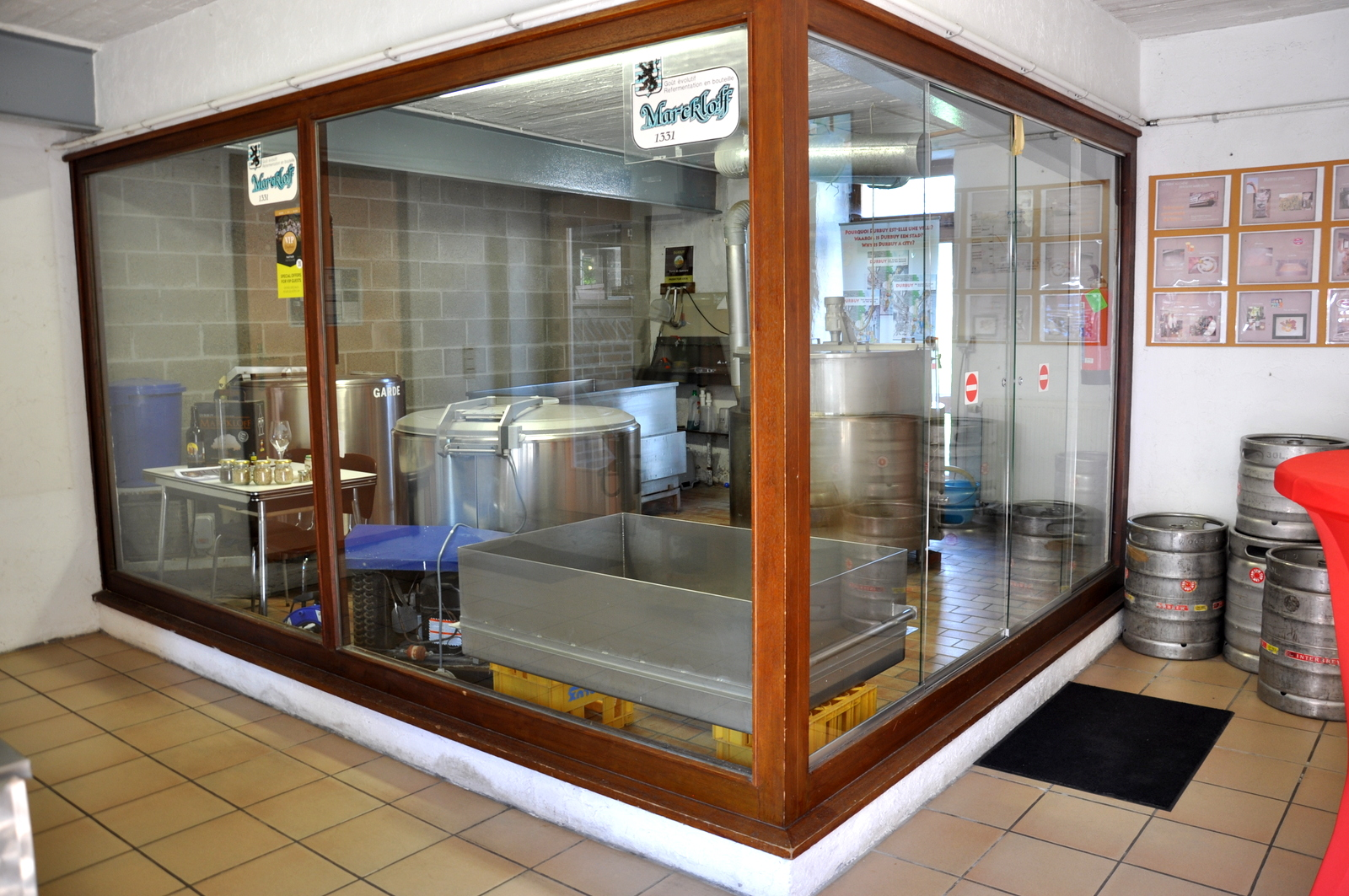
De brouwerij in La Ferme au Chêne

Brasserie La Ferme au Chêne is een Belgische microbrouwerij te Durbuy in de provincie Luxemburg.

## Geschiedenis
De artisanale microbrouwerij in het kleinste dorp van België werd opgericht door de gebroeders Jacques en Michel Trine. Er werd samengewerkt met brouwer Dany Prignon van Brasserie Fantôme. Hun bier Marckloff verwijst naar Philippe Marckloff die rond 1560 eigenaar was van een brouwerij in Durbuy. Eén maal per jaar werd Louisane gebrouwen. Na het overlijden van Jacques in 2011 werd de zaak voortgezet door Michel Trine en zijn schoonzuster Charline Paulus. In oktober 2013 werd de zaak gesloten en in 2014 terug heropend. Het bier Marckloff werd opnieuw gebrouwen en kreeg een vernieuwd etiket.

## Bieren
- Marckloff, amber, 6,5%

## Voormalige bieren
- Durbuy-Hanyu Sorachi Ace, eenmalig gebrouwen in juni 2015 ter gelegenheid van de 150-jarige vriendschap tussen Durbuy en Hanyu (Japan).[2]
- Louisiane, goudblond, 6,5%